# 10 Dywizja Piechoty Armii Krajowej

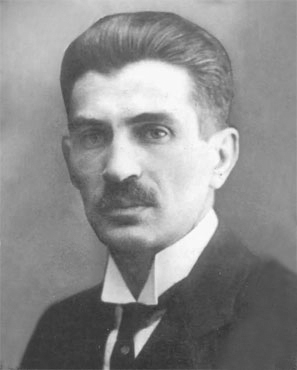
Maciej Rataj, patron dywizji

10 Dywizja Piechoty AK im. Macieja Rataja (10 DP AK) – wielka jednostka piechoty Armii Krajowej.

## Historia
Dywizja zorganizowana została 21 września 1944 roku, w czasie powstania warszawskiego, w składzie Warszawskiego Korpusu AK z oddziałów Grupy „Południe” walczących na Mokotowie:
- Pułk AK „Baszta” – ppłk Stanisław Kamiński ps. „Daniel”,
- 1 Pułk Szwoleżerów Józefa Piłsudskiego AK – rtm. Stefan Smolicz ps. „Wrak”
- 1 dywizjon artylerii konnej AK – kpt. Mieczysław Sokołowski ps. „Dakowski”,
- dywizjon 7 pułku Ułanów Lubelskich AK „Jeleń” – rtm. rez. Lech Głuchowski ps. „Jeżycki”,
- kompania AK „Borowy” – por. rez. Kazimierz Niewęgłowski ps. „Borowy”,
- VII Uderzeniowy Batalion Kadrowy – kpt. Czesław Szymanowski ps. „Korwin”,
- 1 kompania szturmowa AK – por. Antoni Figura,
- kompania szturmowa AK „Felek” – ppor. Juliusz Sobolewski ps. „Roman”,
- Grupa Artyleryjska 548 AK „Granat” – kpt. art. Józef Szyszko ps. „Bachmat” (poległ 13 sierpnia, w momencie tworzenia 10 Dywizji dowódcą resztek Grupy był Jan Wawrzyniec Wierusz-Kowalski ps. „Rok”),
- VI batalion WSOP – por. „Michał” (kompanie: „Krawiec”, „Gustaw”, „Legun”, „Wojciech”, „Sadyba”, plutony „Grochów” 686 i 687).

## Organizacja i obsada personalna dywizji
- Dowództwo (Komenda Grupy „Południe” – Obwodu V Mokotów AK)
  - dowódca – ppłk Józef Rokicki ps. „Karol”
- 28 pułk piechoty AK
- 30 pułk piechoty AK (Pułk AK „Waligóra”) – ppłk dypl. kaw. Adam Remigiusz Grocholski ps. „Waligóra”
- 31 pułk piechoty AK
- 10 pułk artylerii lekkiej AK